# ヌージス
ヌージス（イタリア語: Nuxis）は、イタリア共和国サルデーニャ自治州南サルデーニャ県にある、人口約1,500人の基礎自治体（コムーネ）。

## 地理

### 位置・広がり

#### 隣接コムーネ
隣接するコムーネは以下の通り。括弧内のCAはカリャリ県所属を示す。
- アッセーミニ (CA)
- ナルカーオ
- サンタディ
- シリークア
- ヴィッラペルッチョ